# رئیس اتحادیه آفریقا
رئیس اتحادیه آفریقا (انگلیسی: Chairperson of the African Union) رئیس تشریفاتی اتحادیه آفریقا است که توسط مجمع سران دولت‌های این اتجادیه و برای یک دوره یک ساله انتخاب می‌شود.
یک نامزد باید با اجماع یا حداقل دو سوم آرا توسط کشورهای عضو انتخاب شود. انتظار می‌رود رئیس اتحادیه، یک دوره را بدون وقفه کامل کند، از این رو روسای کشورهای دارای انتخابات قریب‌الوقوع واجد شرایط انتخاب شدن نیستند.
رئیس فعلی این اتحادیه، رئیس جمهور موریتانی محمد ولد غزوانی است. آنگولا و بوتسوانا نیز برای ریاست بر این اتحادیه در سال ۲۰۲۵، با هم رقابت می‌کنند.